# Surmia bignoniowa

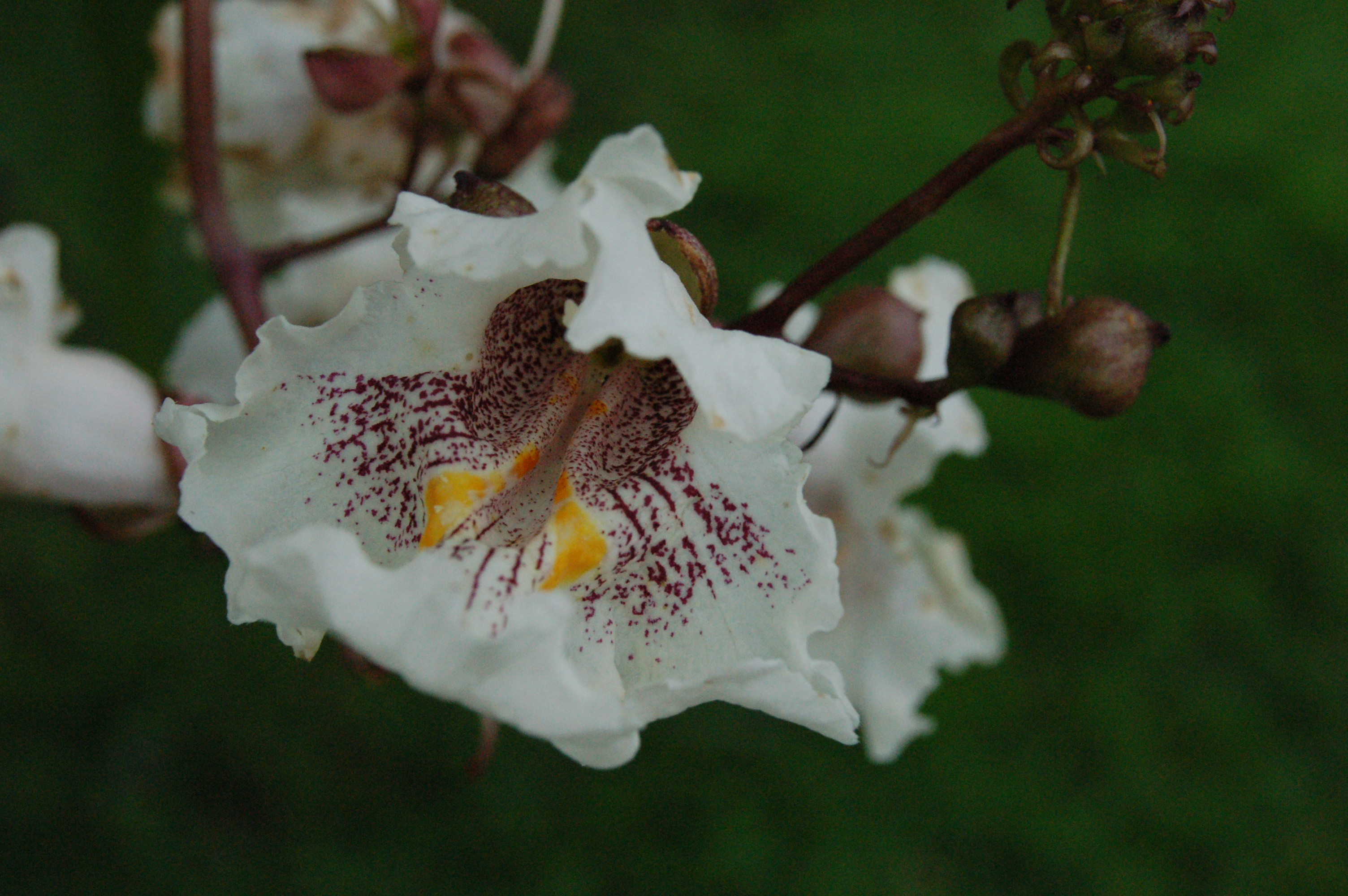
Kwiaty typowego gatunku

Surmia bignoniowa (Catalpa bignonioides Walter) – gatunek drzewa liściastego należący do rodziny bignoniowatych. Pochodzi z cieplejszych obszarów południowo-wschodnich rejonów USA. Jest uprawiany w wielu krajach świata, również w Polsce.

## Nazewnictwo
Surmia bignoniowa posiada też inne nazwy. Bywa też nazywana surmią bignoniowatą, surmią zwyczajną, katalpą zwyczajną, katalpą bignoniową lub katalpą bignoniowatą. 

## Morfologia
PokrójDrzewo dorastające w naturalnych warunkach do około 20 m wysokości (w Polsce dorasta zazwyczaj do około 10 metrów). Ma krótki pień i szeroką koronę.
LiścieDuże (do 20, rzadko do 25 cm długości), szerokojajowate lub sercowate, ze szczytem nagle zaostrzonym. Rzadko bywają klapowane. Blaszki zielone, za młodu nieco brązowo nabiegłe. Dojrzałe liście omszone są nieco tylko na spodzie.
KwiatyZebrane są w licznokwiatowe wiechy do 20 cm (rzadko więcej). Kwiaty obupłciowe. Korona zrosłopłatkowa, z dzwonkowatą rurką i pięcioma łatkami, duża (do 5 cm średnicy), biała, wewnątrz z żółtymi smugami, fioletowo nakrapiana. Pręciki płodne dwa. Zakwitają w czerwcu-lipcu.
OwoceTorebki – cylindryczne, długie (20–40 cm) i wąskie (do 0,8 cm średnicy), cienkościenne, przypominają strąki. Wewnątrz zawierają podłużną przegrodę i liczne nasiona z pęczkami włosków. Owoce pozostają na drzewie przez całą zimę do wiosny.

Surmia bignoniowa
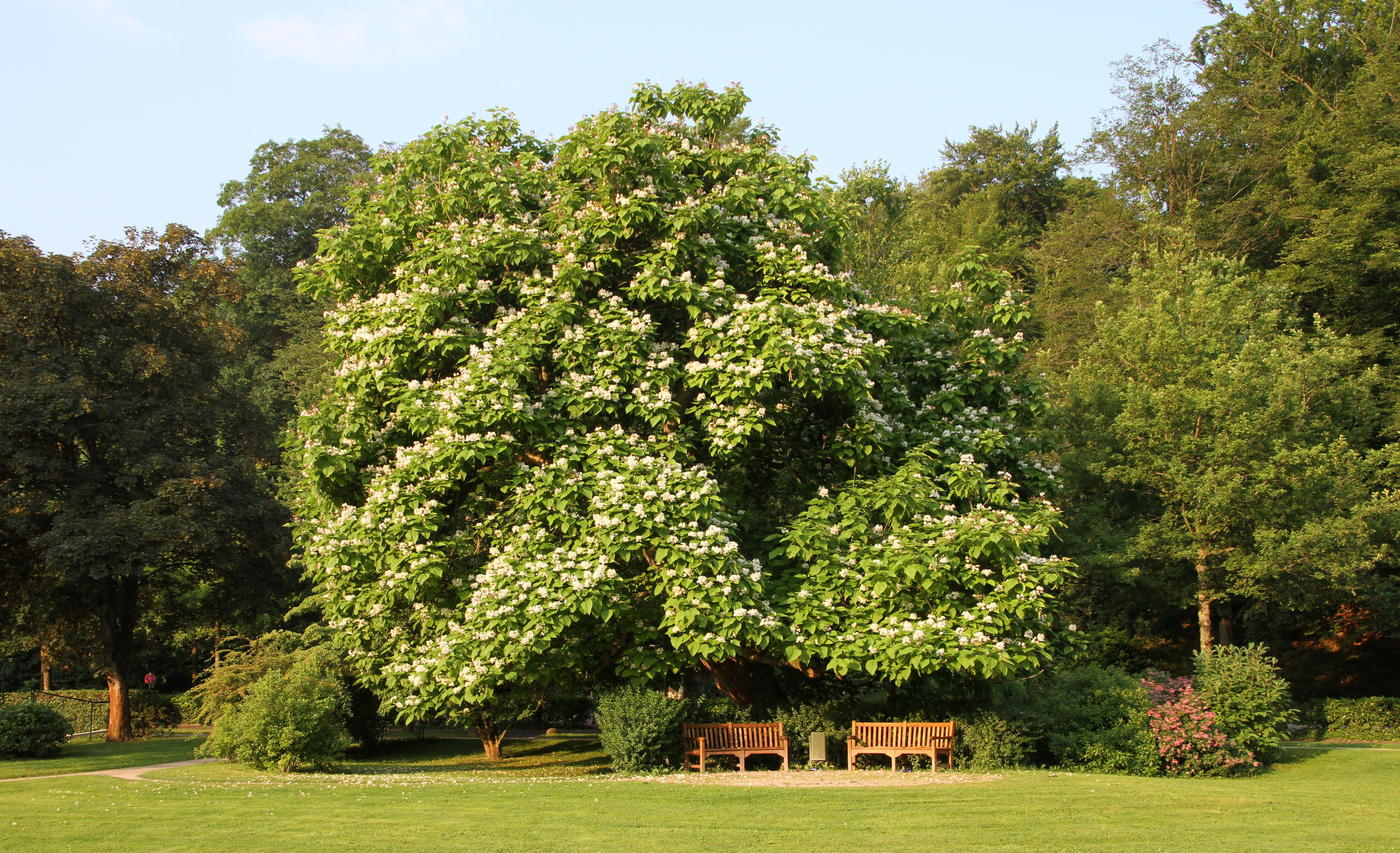
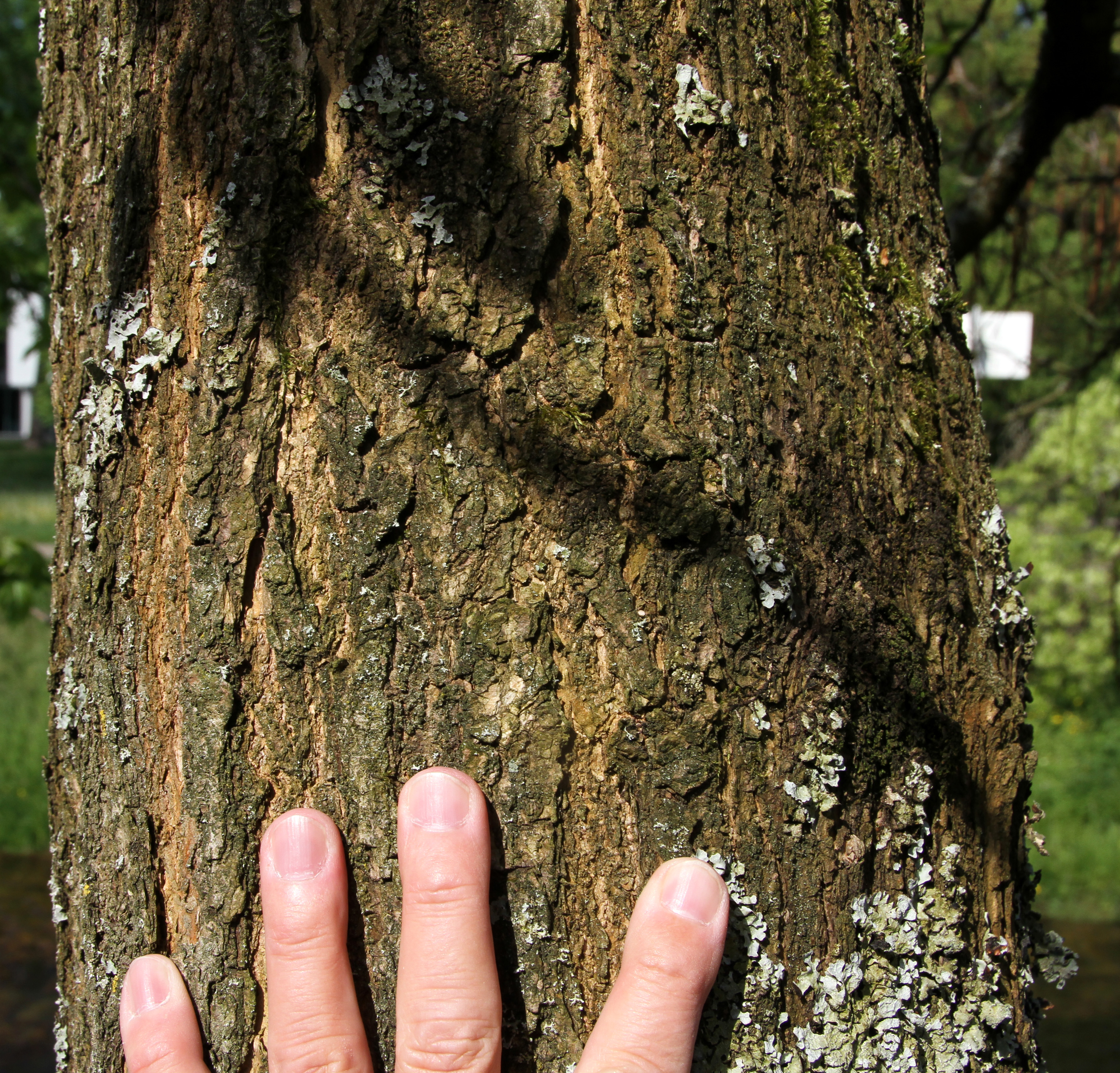
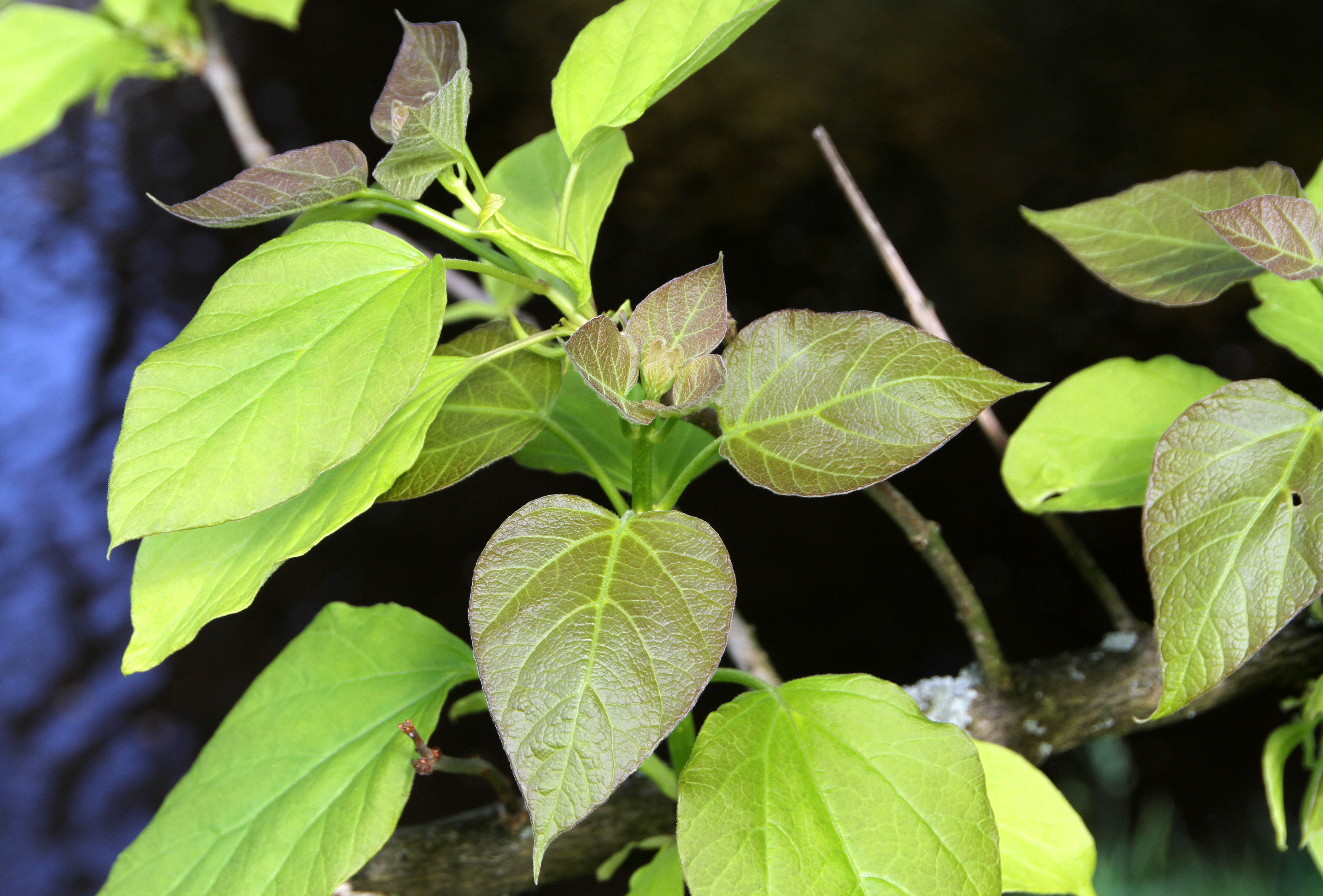
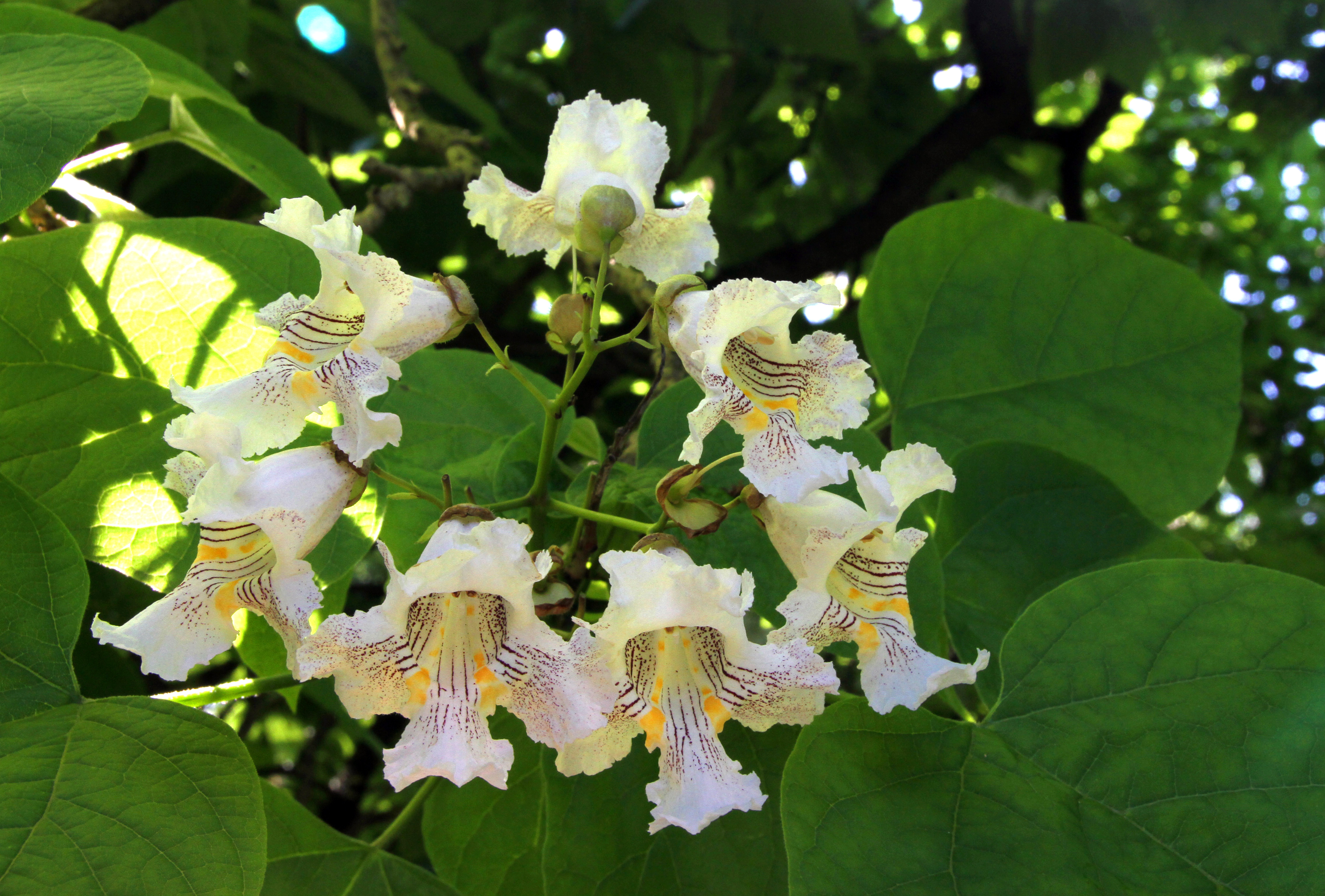
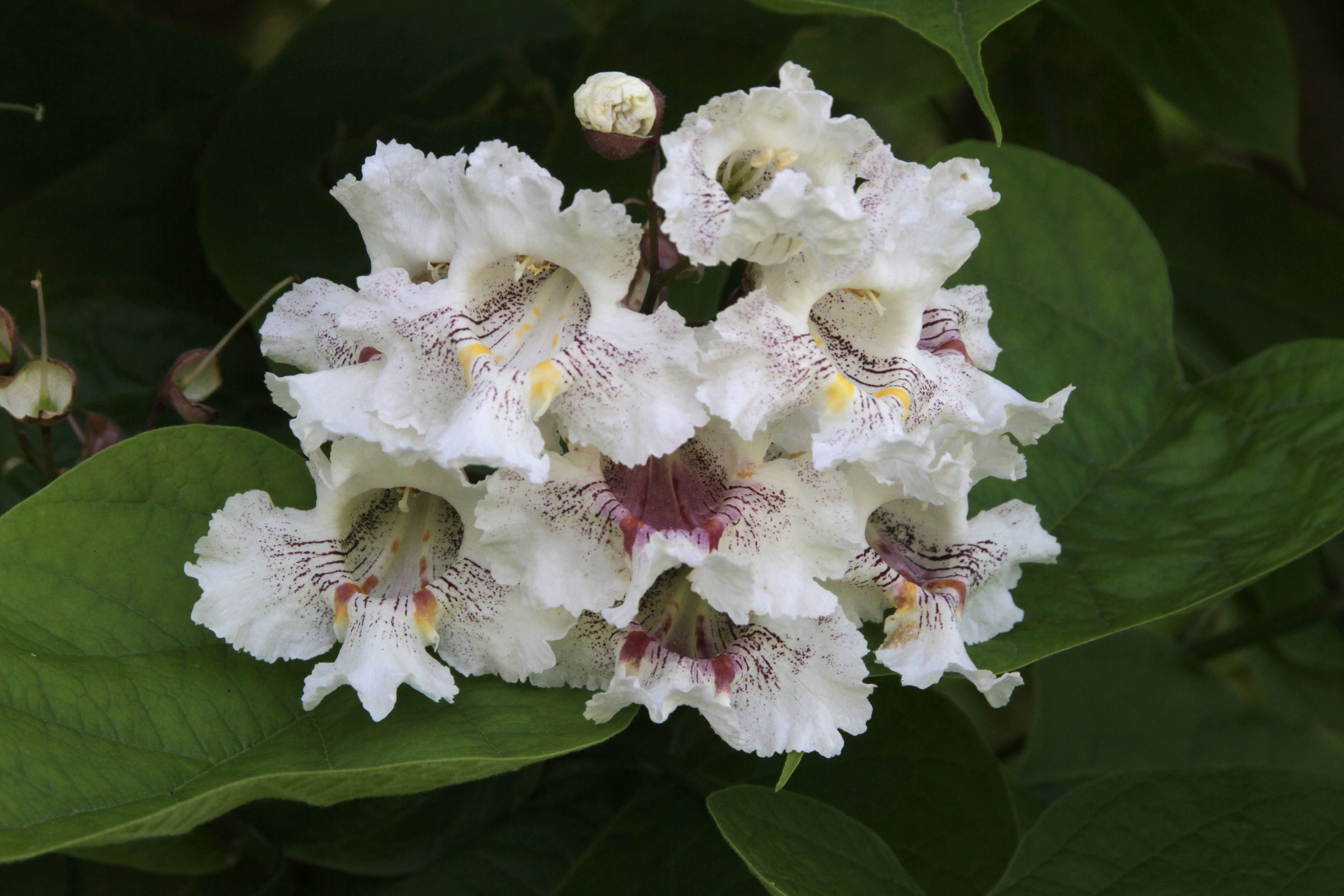
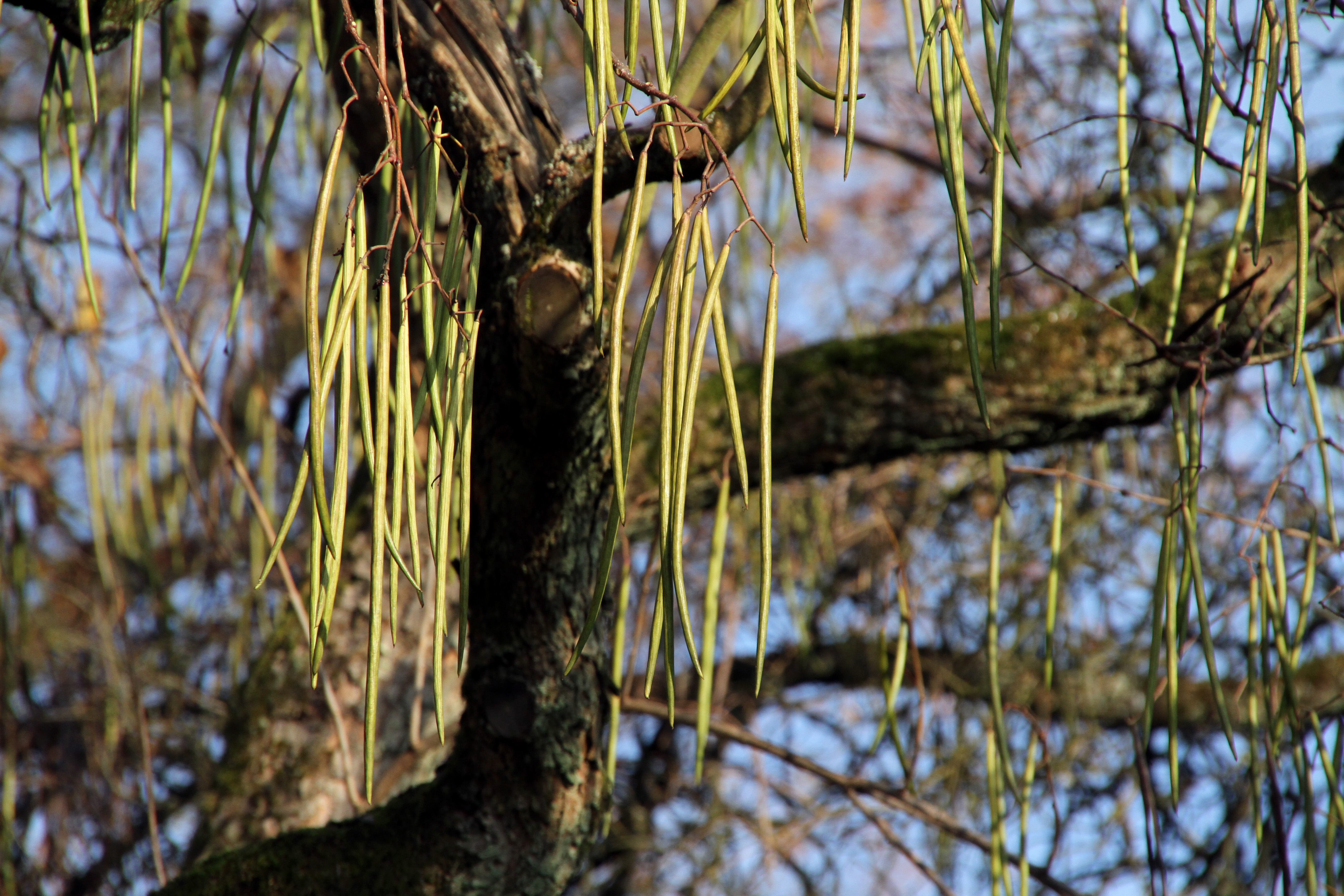
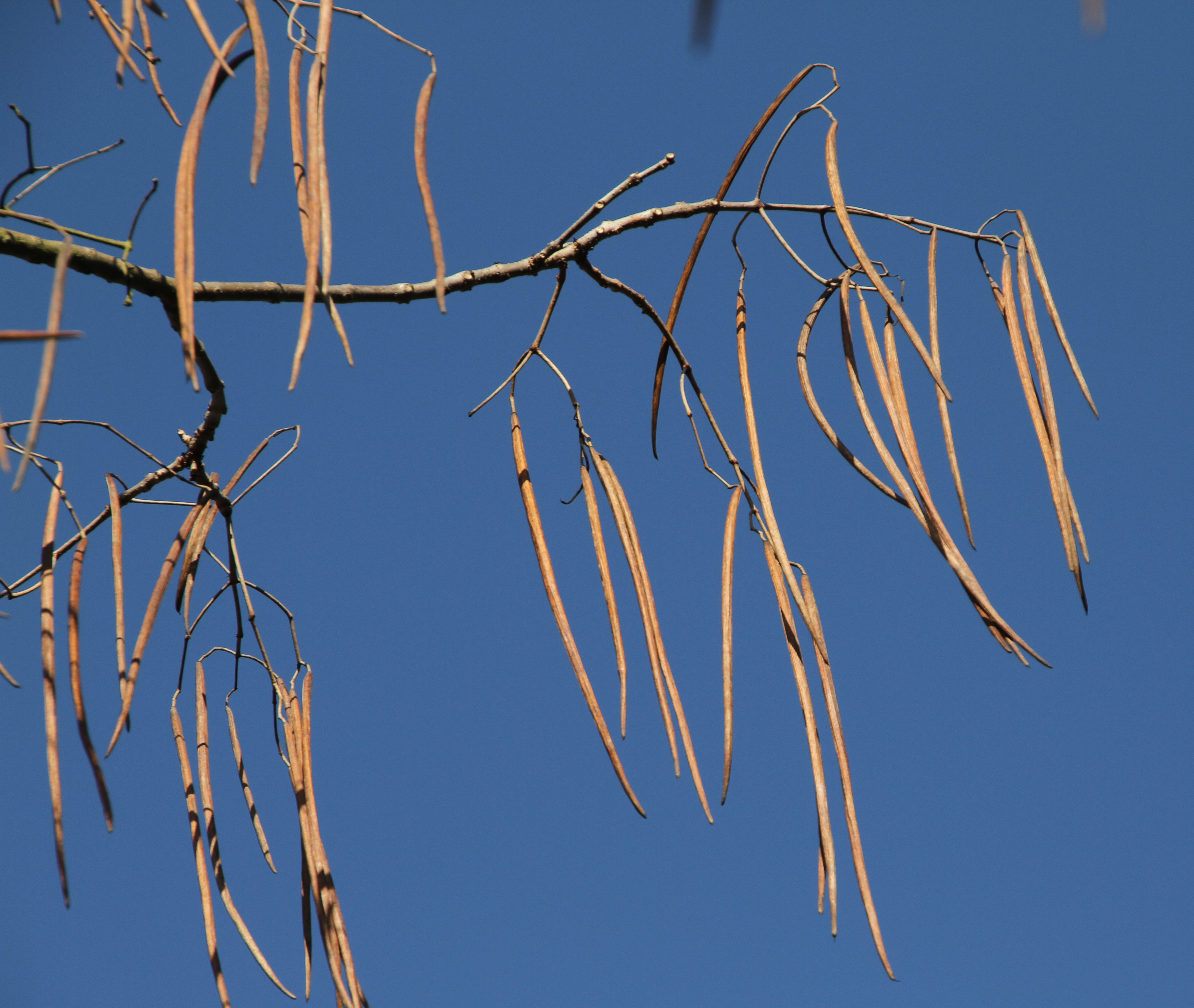
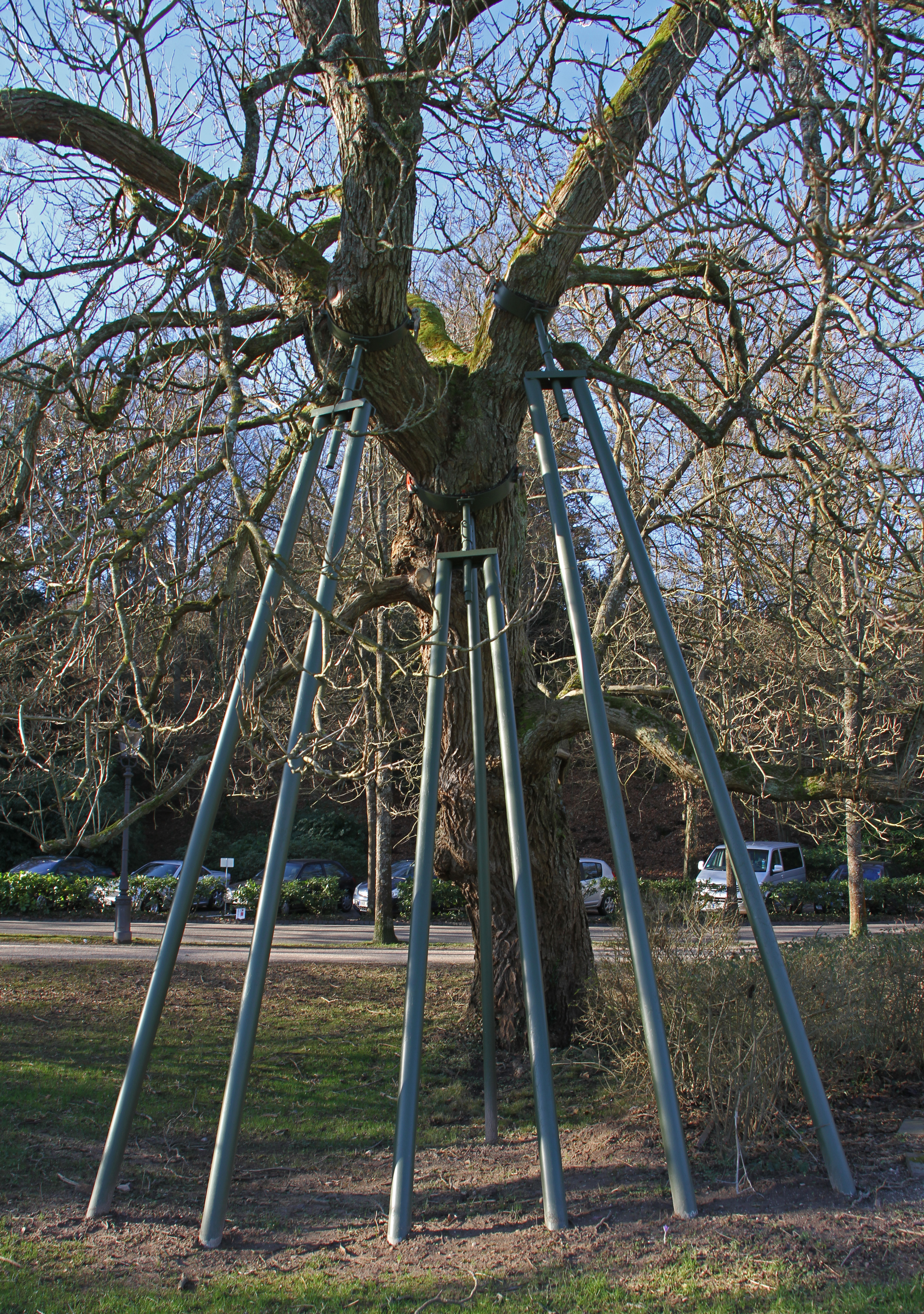

## Zastosowanie
Roślina ozdobna, sadzona w ogrodach i parkach jako drzewo ozdobne. Ma ładny pokrój i piękne liście, które są główną ozdobą tej rośliny przez całe lato, atrakcyjne są także kwiaty, kształtem porównywane do storczykowatych i owoce. Zapach rośliny opisywany jest jako odstraszający komary i kleszcze. 

## Uprawa
Wymaga słonecznego stanowiska. Strefy mrozoodporności 5-10. Lepiej rośnie na żyznej, lekkiej i przepuszczalnej glebie. Nie jest całkowicie mrozoodporna, młode drzewka należy przed zimą zabezpieczać. Typowa forma nadaje się do większych ogrodów. Do mniejszych ogrodów polecane są jej odmiany.

## Odmiany
- 'Aurea' – ma bardzo ładne, żółtozielone, sercowate i bardzo duże liście. Doskonale komponuje się z innym drzewami. Wzrost do 10 m, korona rozłożysta, zaokrąglona, kwiaty białawe.
- 'Nana' – wolno rosnąca odmiana  o koronie dorastającej do 5 m szerokości. Zwykle produkowana jest w formie piennej. Nie wytwarza kwiatów. Młode rośliny są wrażliwe na przemarzanie.